# Mounir Fatmi

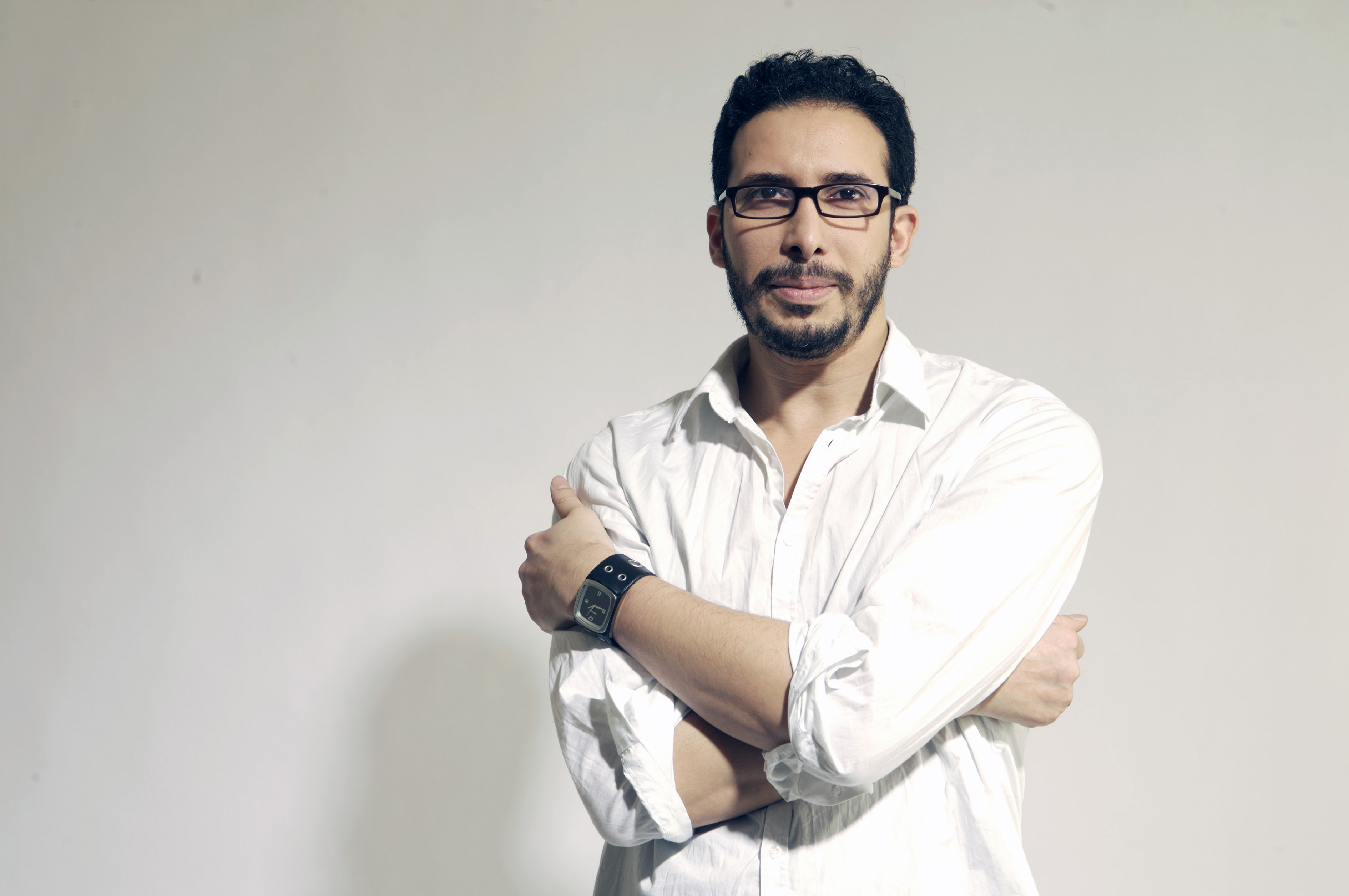
Mounir Fatmi, 2008

Mounir Fatmi (arabisch منير فاطمي; * 1970 in Tanger) ist ein marokkanischer Künstler, der in Paris lebt und arbeitet. Bis 1991 studierte er in Rom und bis 1998 an der Kunsthochschule in Casablanca. Er studierte an der Rijksakademie in Amsterdam.
Er arbeitet an veralteten Materialien und ihrer ungewissen Zukunft. Mit seinen Arbeiten kritisiert er die illusorischen Mechanismen, die uns an Technologien binden ideologien und ihre Einflüsse in einer Gesellschaft in der Krise.
2006 gewann er den Uriöt-Preis, Amsterdam, den Grand Prix der Dakar-Biennale und den Cairo Biennial Award 2010.

## Biografie
Mounir Fatmi konzipiert Arbeiten, die neue Möglichkeiten, anderen Welten und Kulturen zu begegnen, erforschen, und übereinandergeschichtete Ebenen statt Assoziationen ergeben. Seine Videos, Installationen, Illustrationen und Sprachspiele beziehen sich auf aktuelle Ereignisse und machen unsere Gespaltenheit, unsere Zweifel und Wünsche sichtbar.